# في بلد آخر (قصة قصيرة)
في بلد آخر (بالإنجليزية: In Another Country)‏ هي قصة قصيرة للكتاب الأمريكي إرنست هيمنجواي تدور حول فرد في هيئة الإسعاف في ميلانو خلال الحرب العالمية الثانية، والذي يُظن -على الرغم من عدم تسمية هيمنجواي له- أنه "نيك آدامز"، تلك الشخصية التي ابتكرها هيمنجواي لتمثله.
كان بطل القصة يعاني من إصابة في إحدى ركبتيه مما اضطره للتردد يوميًا على المشفى للتعافي، تلك المشفى حيث تُستخدم «الآلات» لتسريع الشفاء وحيث يستخدم الأطباء إعجازات التكنولوجيا الحديثة في عملهم، فيعرضون للمصابين صورًا لاصابات تشبه تلك التي يعانون منها وقد امتثلت للشفاء عن طريق الآلات، ولكن الجنود الذين أصلبتهم الحرب بدوا متشككين.
كان الراوي يجوب الشوارع مع زملائه الجنود وهم محاطين بكراهية أهل القرية المعلنة لهم والنابعة من كونهم ضباط، وكانت الواحة التي يلوذون فيها من تلك المعاملة هي مقهى «كوفا كافيه» حيث كانت النادلات وطنيات جدًا.
وعندما أُعجب الجنود بوسام بطل القصة وقد عرفوا أنه أمريكي، وبطبيعة الحال ليس مضطرًا لمواجهة الصراعات نفسها للحصول على الوسام، فلم يعودوا ينظرون إليه كندِ لهم وإن كانوا لا يزالوا يعتبرونه صديقًا ضد الغرباء، وقد قبل بطل القصة هذا حيث كان يشعر أنهم قد بذلوا مجهودًا للحصول على أوسمتهم يفوق كثيرًا المجهود الذي بذله هو.
وفي وقت لاحق ينصح ضابط برتبة رائد -وهو صديقًا للراوي- نيك غاضبًا بعدم الزواج بحجة إنه ليس إلا وسيلة لجلب الأذى لمن يقدم عليه، ويكشف الكاتب بعد ذلك عن وفاة زوجة الرائد فجأة وبشكل غير متوقع.